# Musaed Neda
Musaed Neda Al Enazi (arabe : مساعد ندا) (né le 8 juillet 1983 à Koweït City au Koweït) est un footballeur international koweïtien, qui évolue au poste de défenseur.

## Biographie

### Carrière en club
Avec le Qadsia SC, il remporte une Coupe de l'AFC et une Coupe du golfe des clubs champions.

### Carrière en sélection
Avec l'équipe du Koweït, il joue 103 matchs (pour 17 buts inscrits), et ceci depuis 2002. 
Il figure dans le groupe des sélectionnés lors des coupes d'Asie des nations de 2004, de 2011 et de 2015.
Il joue enfin 18 matchs comptant pour les tours préliminaire de la coupe du monde, lors des éditions 2006, 2010 et 2014.

## Palmarès

### Compétitions internationales
- Vainqueur de la Coupe de l'AFC en 2014 avec le Qadsia Sporting Club
- Finaliste de la Coupe de l'AFC en 2010 et 2013 avec le Qadsia Sporting Club
- Vainqueur de la Coupe du golfe des clubs champions en 2005 avec le Qadsia Sporting Club
- Finaliste de la Coupe du golfe des clubs champions en 2007 avec le Qadsia Sporting Club

### Compétitions nationales
- Champion du Koweït en 2003, 2004, 2009, 2010, 2011, 2012 et 2014 avec le Qadsia Sporting Club
- Vainqueur de la Coupe du Koweït en 2003, 2004, 2007, 2010, 2012 et 2013 avec le Qadsia Sporting Club
- Vainqueur de la Coupe Crown Prince du Koweït en 2002, 2004, 2005, 2006, 2009, 2013 avec le Qadsia Sporting Club
- Vainqueur de la Coupe de la Fédération du Koweït en 2008, 2009, 2011 et 2013 avec le Qadsia Sporting Club
- Vainqueur de la Supercoupe du Koweït en 2009, 2011 et 2013 avec le Qadsia Sporting Club